# Idesia polycarpa
Idesia polycarpa är en videväxtart som beskrevs av Carl Maximowicz. Idesia polycarpa ingår i släktet Idesia, och familjen videväxter. En underart finns: I. p. vestita.

## Bildgalleri

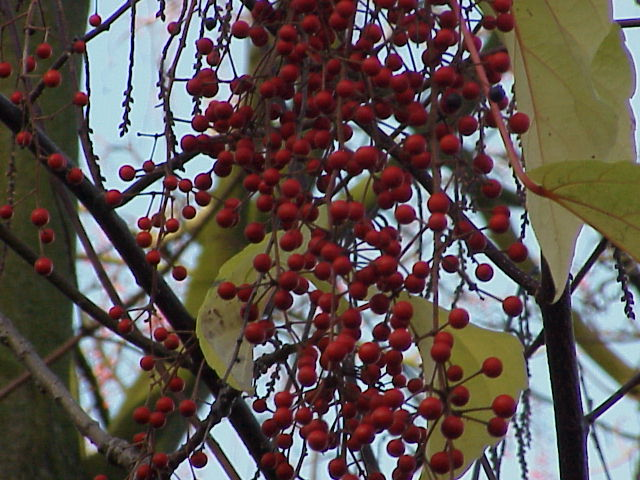
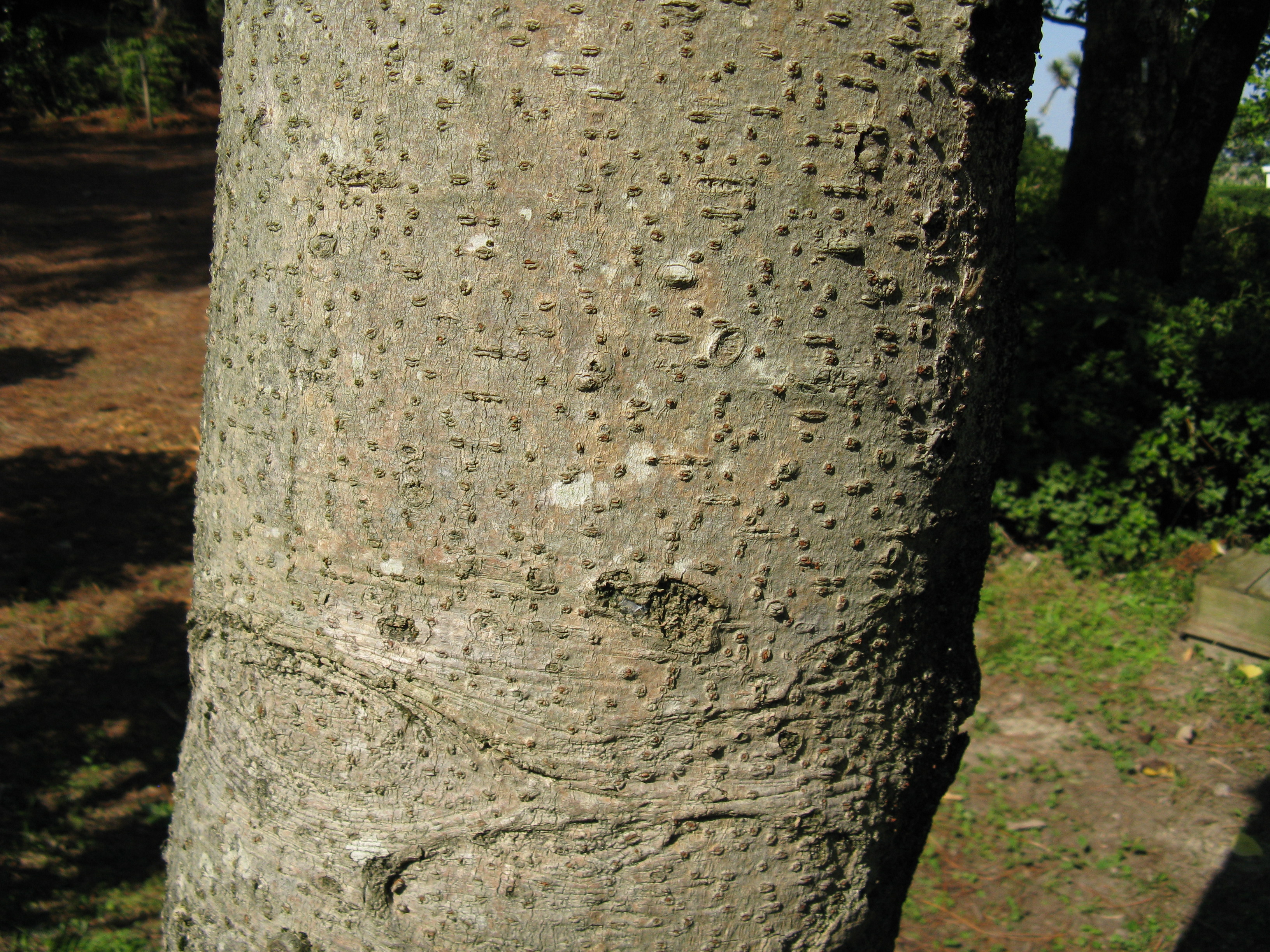
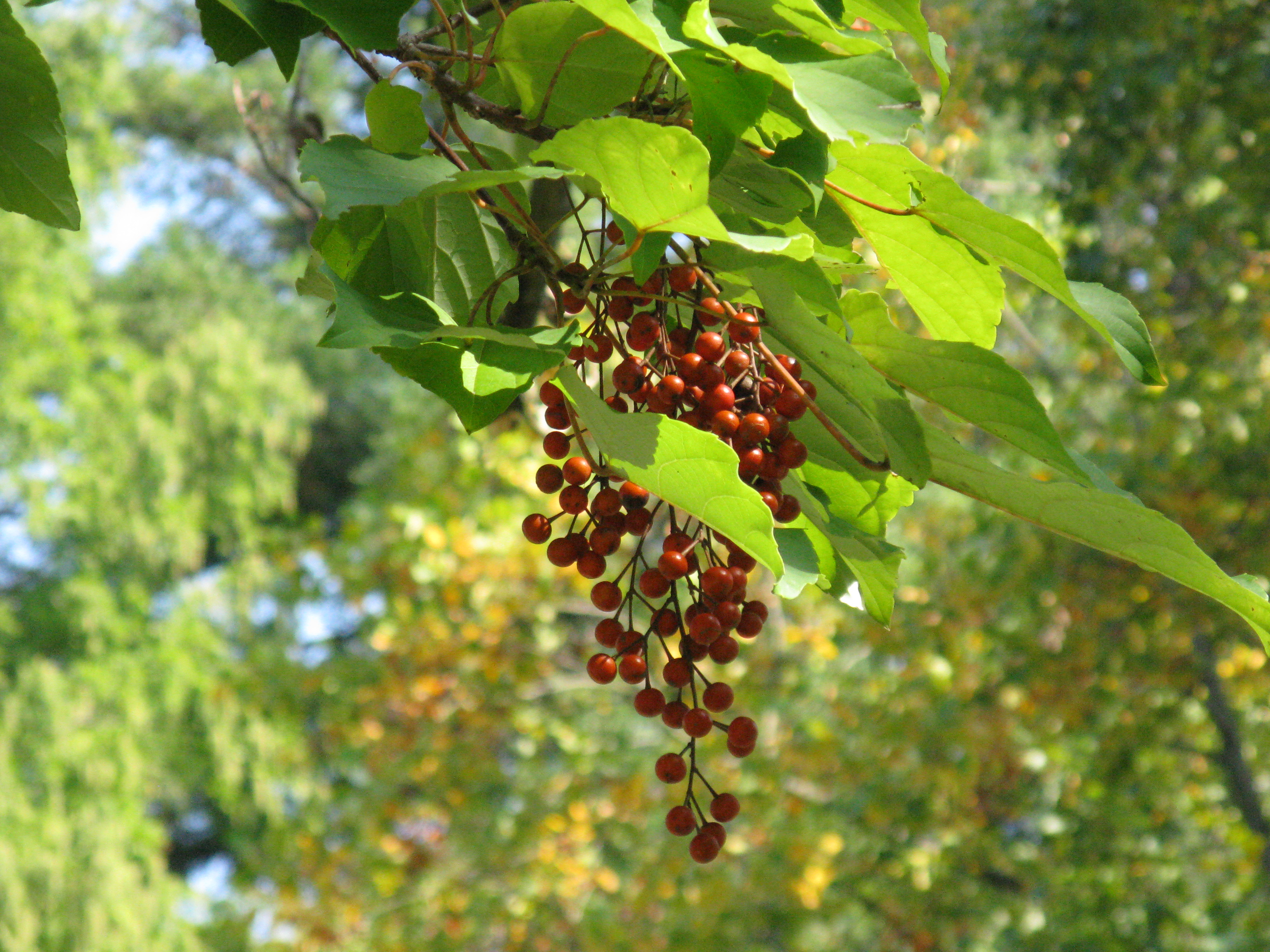
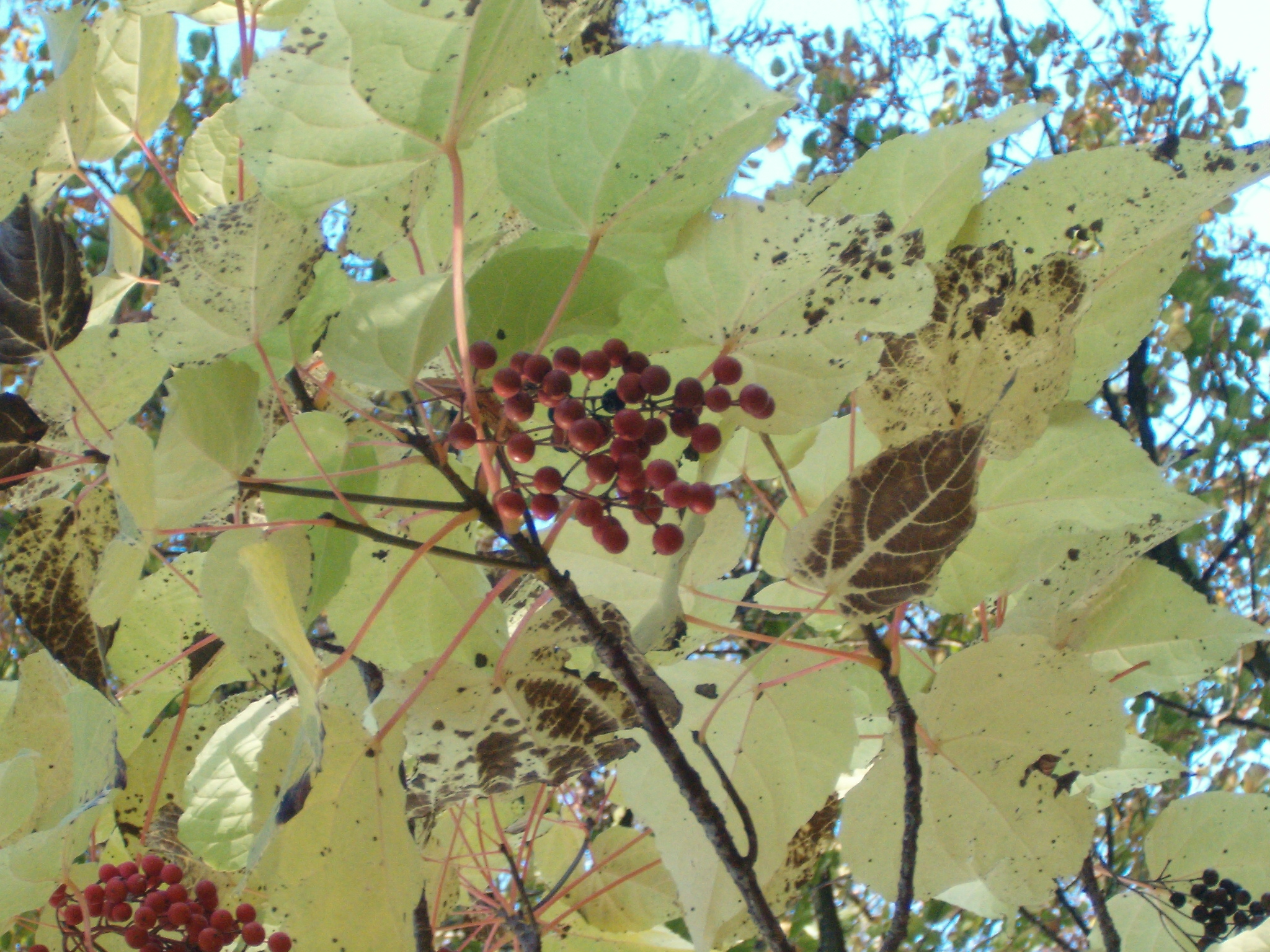
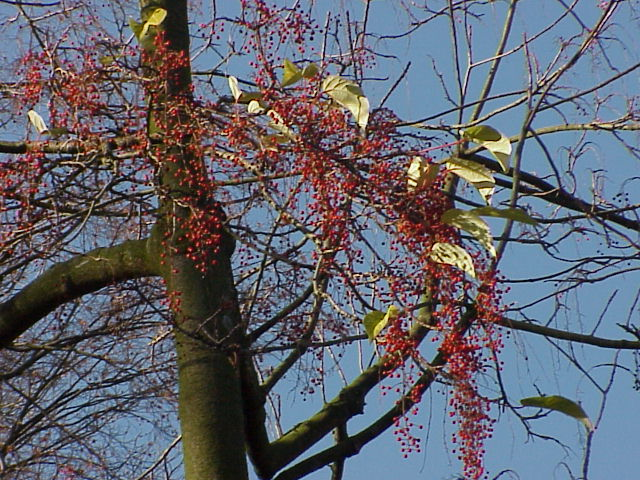
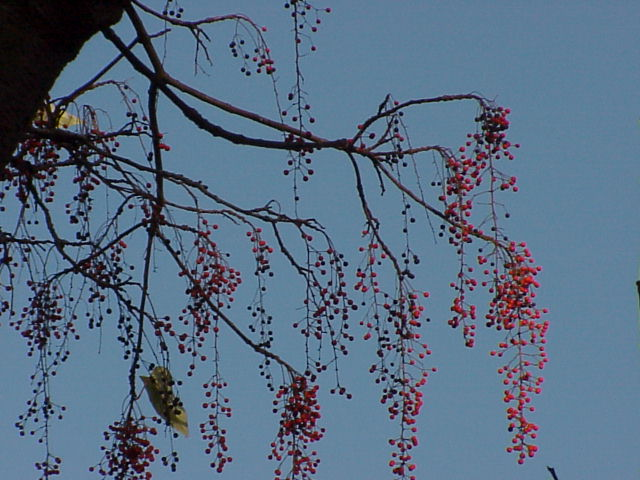